# Samuel Rinnah Van Sant
Samuel Rinnah Van Sant, född 11 maj 1844 i Rock Island, Illinois, död 3 oktober 1936 i Attica, Indiana, var en amerikansk republikansk politiker. Han var Minnesotas guvernör 1901–1905.
Van Sant studerade vid Knox College och deltog därefter i faderns affärsverksamhet inom tillverkningen av ångbåtar. Han tjänstgjorde i kavalleriet i nordstatsarmén i amerikanska inbördeskriget.
Van Sant efterträdde 1901 John Lind som Minnesotas guvernör och efterträddes 1905 av John Albert Johnson.
Van Sant avled 1936 i Indiana och gravsattes i Iowa.